# Dennis Ritchie
Dennis MacAlistair Ritchie (ur. 9 września 1941 w Bronxville, zm. 12 października 2011 w Berkeley Heights) – amerykański informatyk, twórca języka programowania komputerów C.

## Życiorys
Skończył matematykę i fizykę na Harvardzie. W 1967 rozpoczął pracę dla Bell Telephone Laboratories w Komputerowym Centrum Badań Naukowych. Pracował nad BCPL i ALTRAN, zanim zajął się językiem programowania B i Uniksem.
Wspólnie z Kenem Thompsonem stworzył w 1969 system operacyjny Unix. Wraz z Thompsonem i Brianem Kernighanem na bazie języka B opracował język programowania C, a przy współpracy Kernighana napisał książkę The C Programming Language - Język C. W latach 90. XX wieku przyczynił się do prac nad systemami Plan 9 i Inferno.

## Nagrody
Wraz z Kenem Thompsonem wyróżniony nagrodą Turinga w 1983, a w 1998 także wspólnie z Thompsonem za stworzenie systemu Unix odznaczony amerykańskim Narodowym Medalem Technologii.